# 노던선
노던선(Northern line)은 런던 지하철의 노선이며, 노선도 상에서 검은색을 이용하는 고심도 선이다. 런던 지하철의 모든 노선들 중 가장 승객수가 많다. 노던 선은 매우 복잡한 역사를 가지고 있으며 그에 따라 현재에도 두 개의 북부지선, 두 개의 중앙지선, 하나의 남부지선이 존재한다. '노던 선'이라는 이름은 1937년에 지어졌는데 이름과는 맞지 않게 템스강 이남의 전체 29개 역 중 16개가 노던 선에 포함되어 있다.

## 역사

### 형성
노던 선의 형성에는 두 개의 철도 회사 - 시티와 남런던 철도(C&SLR)와 차링 크로스, 유스턴과 헴스테드 철도(CCE&HR) - 가 크게 관여되어있다. C&SLR사는 1890년 스톡웰(Stockwell)과 킹 윌리엄 로드(King William Road:현재는 폐역) 사이의 철도를 개통시켰다. 그러나 기존 교통수단과의 연계가 없었기 때문에 1900년 무어게이트(Moorgate)와 뱅크(Bank) 사이의 구간을 개통시켰다.. 1907년 C&SLR사는 남쪽 종점을 클랩햄 커먼(Clapham Common)까지, 북쪽 종점을 유스턴(Euston)까지 연장시켰다. CCE&HR사는 1907년 차링 크로스(Charing Cross)에서 시작해 유스턴과 캠든 타운(Camden Town)을 거쳐 골더스 그린(Golders Green)과 하이게이트(Highgate : 지금의 아치웨이(Archway)역)까지 개통시켰다. CCE&HR사는 1914년 베이컬루 선과 디스트릭트 선과의 연계를 위해 남쪽 종점을 엠뱅크먼트(Embankment)까지 연장시켰다.

### 통합
1920년대에 C&SLR과 CCE&HR이 통합된 서비스를 제공하기 위해 몇가지 공사가 이루어졌는데, 첫 번째는 1912년 계획되었지만 제1차 세계 대전으로 지연되었던 유스턴(Euston)과 캠든 타운(Camden Town) 사이의 터널 공사였고, 두 번째는 중간역 워털루역(Waterloo)에서 국철과 베이컬루 선과의 연결을 위해 엠뱅크먼트역(Embankment)에서 케닝턴(Kennington)까지의 공사였으며 마지막 C&SLR의 작은 터널을 CCE&HR과 다른 노선과의 지름으로 확장시킨 것이었다.

### 확장
두 노선을 통합하면서 남쪽과 북쪽으로의 연장공사가 실시되었다. 북쪽으로는 미들섹스에 있었던 에지웨어 역(Edgware:현재는 런던 바넷(Barnet) 자치구)까지였고, 남쪽으로는 서리(Surrey)에 있었던 모던역(Morden:현재는 런던 머튼(Merton) 자치구)까지 연장되었다.

#### 에지웨어연장
에지웨어 연장은 1901년 에지웨어와 헴스테트 철도(E&HR:1912년 UERL가 인수함)의 계획이었다. 이 계획은 CCE&HR의 노선을 골더스 그린(Golders Green)에서 에지웨어(Edgware)까지 연장시켰다. 첫 번째 단계는 1923년 헨든 센트럴(Hendon Central)까지였고 두 번째 단계는 1924년 에지웨어(Edgware)까지였다. 이 노선은 개발되지 않은 시골 지역을 지상에서 달렸다. 다섯개의 새 역은 스탠리 힙스(Stanley Heaps)에 의해 궁전 스타일로 지어졌다. 새 노선은 교외 지역의 개발을 촉진시켰다.

#### 모던연장
원래는 과거 '윔블던과 서턴 철도'의 지어지지 않은 부분을 대신해 지으려고 해서 C&SLR사의 스톡웰(Stockwell)에서 서턴(Sutton)까지 연장하려고 했으나 모던 역까지만 연장시켰다. 연장구간은 1926년 개통했으며, 찰스 홀든이 디자인한 7개의 역이 새로 개통했다. 이 역들은 유리로 된 런던지하철의 마크를 만들어놨었다.

#### 배터시 연장
2000년대에 들에 켄싱턴에서 지금은 사용하지 않는 베터시 발전소까지의 2개의 역을 포함한 지선이 구상되었다. 이후 2014년에 승인을 받아 공사를 시작, 2021년 9월 20일에 완공되어 1999년 주빌리 선 이후 22년만에 새로운 역이 건설되었다.

## 노선

### 북부지선

##### 하이 바넷(High Barnet)지선
- 하이 바넷
- 토터리지 앤 스톤
- 우드사이트 파크
- 웨스트 핀츨리
- 핀츨리 센트럴
- 이스트 핀츨리
- 하이게이트
- 아치웨이
- 터프넬 파크
- 켄티시 타운
- 캠던 타운

##### 에지웨어(Edgware)지선
- 에지웨어
- 번트 오크
- 콜린데일
- 헨든 센트럴
- 브렌트 크로스
- 골더스 그린
- 햄프스티드
- 벨사이즈 파크
- 초크 팜
- 캠든 타운

### 중앙지선

##### 차링 크로스(Charing Cross)지선
(웨스트 엔드 지선으로도 알려져있음)
- 캠든 타운
- 모닝턴 크레센트
- 유스턴
- 워렌 스트리트
- 구지 스트리트
- 토트넘 코트 로드
- 레스터 스퀘어
- 차링 크로스
- 엠뱅크먼트
- 워털루
- 케닝턴

##### 뱅크(Bank)지선
- 캠던 타운
- 유스턴
- 킹스 크로스 세인트 판크라스
- 에인젤
- 올드 스트리트
- 무어게이트
- 뱅크
- 런던 브릿지
- 버럿
- 엘레펀트 & 캐슬
- 케닝턴

### 남부지선

##### 베터시 (Battersea) 지선
- 케닝턴
- 나인엘름 역
- 베터시 발전소 역

##### 모던(Morden)지선
- 케닝턴
- 오벌
- 스톡웰
- 클랩햄 노스
- 클랩햄 커먼
- 클랩햄 사우스
- 밸험
- 투팅 벡
- 투팅 브로드웨이
- 콜리어스 우드
- 사우스 윔블던
- 모던

### 폐역
- 킹 윌리엄 스트리트 (King William Street:1900년 폐쇄)
- 시티 로드(City Road:1922년 폐쇄)
- 사우스 켄티시 타운(South Kentish Town:1924년 폐쇄)
- 노스 엔드(North End:사용된 적이 없음)